# Hiram Keller
Pour les personnes ayant le même patronyme, voir Keller.
Hiram Keller, nom de scène d’Hiram Keller Undercofler Jr., né le 3 mai 1944 à Moody Field (Géorgie), et mort le 20 janvier 1997 à Atlanta, est un acteur américain.

## Biographie

### Jeunesse
Hiram Keller est né le 3 mai 1944 à Moody Field, en Géorgie, aux (États-Unis).

### Carrière
Très tôt, ce fils d’un juge géorgien se sent des dispositions artistiques. En effet, vers l’âge de huit ans, Hiram est déjà attiré par la danse classique, mais ses parents refusent que, si jeune, il abandonne ses études pour aller apprendre la danse à New York.
En 1966, il quitte enfin son université de Géorgie pour New York où, au Carnegie Hall, il s’inscrit aux cours privés dispensés par le célèbre Lee Strasberg de l’Actors Studio. Suivront, la même année, quelques représentations théâtrales estivales dans son université de Géorgie.
Hiram abandonne les cours de Lee Strasberg pour l’Europe où il tient quelques petits rôles dans différentes pièces avant de regagner les États-Unis à la fin de la saison théâtrale.
Il auditionne alors pour la comédie musicale Hair et figure durant 9 mois dans les chœurs du mythique « musical hippie ». C’est là qu’il est remarqué par le réalisateur Franco Zeffirelli avec lequel il noue des liens amicaux. Ce dernier le présente à Federico Fellini qui prépare son Satyricon. Le Maître trouve en Hiram son Ascylte rêvé et l’engage immédiatement. Le Satyricon sort en 1969 et, du jour au lendemain, Hiram devient la star que les réalisateurs italiens s’arrachent.
Il tourne sans interruption en Europe et essentiellement en Italie jusqu’en 1974. Son charme androgyne, félin, voire carnassier, en fait le fantasme latin qui va irradier dans des films souvent mineurs, mais sulfureux et scandaleux comme Le Sourire de la hyène ou Merci, Mesdames les p... (1972).
En 1973, lors du casting que Marcel Carné effectue à Rome pour trouver le jeune acteur devant incarner « l'ange » dans son prochain film La Merveilleuse Visite (1974), c'est Hiram Keller qui est sélectionné, car dixit Marcel Carné « Il était, de loin, le plus intéressant des garçons qui défilèrent devant la caméra. Je n'avais à lui reprocher qu'une chose, c'est qu'il faisait un peu pervers pour un ange, du moins tel que je le concevais ». Mais le rôle échappe à Hiram faute de n'avoir pas suffisamment travaillé son français comme il s'y était engagé par contrat deux mois avant le début du tournage. C'est le cover-boy Gilles Kohler, « 2e choix » du casting de Marcel Carné qui obtient le rôle.
Repéré depuis longtemps par Catherine Breillat, celle-ci engage Hiram Keller pour son premier film où il devient, cette fois, le « fantasme français » d’Une vraie jeune fille (1976). Hiram interrompt ensuite sa carrière cinématographique, mais reste toujours « le fantasme ».
Plusieurs années auparavant, Hiram Keller s’était lié avec Andy Warhol auquel on doit quelques sensuels clichés du félin éphèbe. Durant une demi douzaine d’année, entre New York et l'Europe, Hiram va promener sa dégaine d’éternel jeune loup ténébreux dans la jet set underground ambiguë (Warhol, Zeffirelli, Pasolini, Helmut Berger) avant d’achever sa carrière avec Countryman en 1982.

### Vie privée
Il a été marié de 1981 à 1987 avec l'actrice Kristina St. Clair dont il a eu une fille, Serena Keller Undercofler.

### Mort
Le « Dorian Gray fellinien » s’éteint en 1997, à l'âge de 52 ans, des suites d’un cancer du foie.

## Filmographie
- 1969 : Satyricon (Fellini Satyricon) de Federico Fellini : Ascylte
- 1969 : Orestis de Vassilis Photopoulos
- 1970 : Michel Strogoff (Der Kurier des Zaren) d'Eriprando Visconti : Ivan Ogareff
- 1970 : La notte dei fiori de Gian Vittorio Baldi
- 1971 : Ciao Federico !, documentaire de Gideon Bachmann[3] : lui-même
- 1972 : Le Sourire de la hyène (Il sorriso della iena) de Silvio Amadio
- 1972 : La Nuit des fleurs (La notte dei fiori) de Gian Vittorio Baldi : Hiram
- 1972 : Rosina Fumo viene in città…per farsi il corredo de Claudio Gora
- 1972 : Merci, Mesdames les p... (Grazie signore p…) de Renato Savino : Marco
- 1973 : La Grosse Tête (Sono stato io) d’Alberto Lattuada : Kid
- 1973 : Les Diablesses (La morte negli occhi del gatto) d’Antonio Margheriti : Lord James MacGrieff
- 1974 : Rivages sanglants (Noa Noa) d’Ugo Liberatore
- 1974 : Roma rivuole Cesare de Miklós Jancsó : Ottavius
- 1975 : Le Secret de la vie (en) (Lifespan) de Sandy Whitelaw : Docteur Ben Land
- 1975 : Orlando Furioso, série télévisée de Luca Ronconi
- 1976 : Une vraie jeune fille de Catherine Breillat : « Jim », Pierre-Évariste Renard
- 1982 : Countryman de Dickie Jobson : Bobby Lloyd